# Пасторальная симфония (фильм)
«Пасторальная симфония» (фр. La symphonie pastorale) — кинофильм режиссёра Жана Деланнуа, вышедший в 1946 году.

## Сюжет
Пастор из горной деревушки принимает в семью слепую девочку Жертрюд. Проходит время, и девочка вырастает в привлекательную молодую женщину. Пастор осознаёт, что влюбился в неё. Но его сын Жак тоже любит Жертрюд. Несмотря на это, Жак решает жениться на другой девушке. Но его невеста Пьетта хочет, чтобы он принадлежал только ей, поэтому она делает так, чтобы Жертрюд отправилась к врачам, а Жак затем мог выбрать с кем хочет провести оставшуюся жизнь. Зрение чудом возвращается к Жертрюд.

## В ролях
| Актёр           | Роль                       |
| --------------- | -------------------------- |
| Мишель Морган   | Жертрюд                    |
| Пьер Бланшар    | пастор Жан Мартанс         |
| Лин Норо        | жена пастора Амели Мартанс |
| Андре Клеман    | Пьетта Кастеран            |
| Розина Люге     | Шарлотта Мартанс           |
| Мона Доль       | сестра Клер                |
| Робер Деморже   | Пьер Мартанс               |
| Элен Дассонвиль | мадмуазель де ла Гранж     |
| Жермен Мишель   | старуха крестьянка         |
| Флоранс Бриер   | подруга Жертрюд            |
| Альбер Гладо    | Поль Мартанс               |
| Лувиньи         | г-н Кастеран               |
| Жан Десайи      | сын пастора Жак Мартанс    |

## Награды
- Золотая пальмовая ветвь Каннского кинофестиваля
- Серебряная премия за лучшую женскую роль (Мишель Морган) на Каннском кинофестивале

## Премьеры
Премьера фильма состоялась в сентябре 1946 года на Каннском кинофестивале.